# سنترفيل، فرجينيا
سنترفيل هي مدينة ذات كثافة سكانية عالية ومكان مُخصص للتعداد السكاني (CDP) في مقاطعة فيرفاكس في ولاية فرجينيا داخل الولايات المتحدة وتعتبر أحد ضواحي العاصمة واشنطن. وصل عدد السكان سنترفيل إلى 71,135 في تعداد 2010.  سنترفيل تبعد حوالي 20 ميل (32 كـم) غرب واشنطن العاصمة. تم إنشاء مدينة سنترفيل عام 1792 على الطريق السريع في قرية نيوجيت من قبل جمعية فرجينيا العامة استجابةً للالتماسات المقدمة من ملاك الأراضي المحليين. واكتسبت المدينة اسمها بسبب موقعها المركزي. صوّر جيمس هارديج لين، أحد مالكي الأراضي، فكرة البلدة كوسيلة لتوفير الدعم المالي للسكان المنطقة.
أصبحت جزءًا من مقاطعة فيرفاكس بولاية فرجينيا في عام 1798 عندما اندمجت الحدود بين المقاطعتين. في الحرب الأهلية، وقع عدة معارك بالقرب منها مثل معركة بول رن الأولى و الثانية، ومعركة شانتيلي. خلال شتاء عام 1861 وأوائل عام 1862 ، كانت المدينة محصنة بشكل كبير من قبل الكونفدرالية وكانت بمثابة مستودع إمدادات لكلا الجانبين في نقاط مختلفة من الحرب، واشتهرت كونها موقع بناء أول خط سكة حديد تم بناؤه حصريًا من أجل الاستخدام العسكري. كانت سنترفيل ذات قيمة إستراتيجية كبيرة نظراً لقربها من العديد من الطرق المهمة، في حين أن موقعها على قمة سلسلة من التلال يوفر منظرًا رائعًا للمنطقة المحيطة.

## جغرافيا
تقع سنترفيل عند 38°50′33″N 77°26′33″W / 38.84250°N 77.44250°W ؛ (38.842470, −77.442621).
وفقًا لمكتب تعداد الولايات المتحدة (2010) ، تبلغ مساحة سنترفيل 12.04 ميل مربع (31.2   كم²) ، 99٪ منها أرضية.

### المناخ
مثل واشنطن العاصمة ، تتميز سنترفيل بخطوط عرض متوسطة، نسخة أربعة مواسم من مناخ رطب شبه مداري (كوبن: CFA) ، نموذجي لمنطقة وسط المحيط الأطلسي، بما في ذلك مناخ قاري حار صيفي رطب (كوبن: Dfa) تأثيرات تحت كوبن النظام. الشتاء بارد ورطب، مع الصقيع في الليل وبعض الثلوج، بينما الصيف حار ورطب، مع درجات حرارة شبه استوائية على الرغم من أن درجات الحرارة هذه يصعب تحملها في الجنوب.

## التركيبة السكانية
اعتبارًا من تعداد 2010 ، هناك عدد سكان يبلغ 71،135 شخصًا و 25،516 أسرة في CDP. كانت الكثافة السكانية 5908 / ميل مربع شخص لكل ميل مربع (2،281 / كم 2). كان التركيب العرقي لـ CDP 57.0٪ أبيض ، 25.7٪ آسيوي ، 13.4٪ غير أبيض من أصل إسباني ، 7.5٪ أمريكي من أصل أفريقي ، 0.3٪ أمريكي أصلي ، 0.1٪ جزر المحيط الهادئ ، و 4.4٪ من أمريكيون متعددو الأعراق.

## مشاهير
- كريس بيتي، مدرب كرة القدم الأمريكي
- جايسون بلير ، الصحفي السابق في نيويورك تايمز المتهم بالانتحال ؛ التحق بمدرسة سنترفيل الثانوية
- ديفيد ل. بروير الثالث، أميرال البحرية الأمريكية المتقاعد والمراقب السابق لمدرسة مقاطعة لوس أنجلوس الموحدة
- مايك غلينون ، لاعب كرة القدم الأمريكي في فريق تامبا باي
- شون جلينون ، لاعب كرة القدم الأمريكي السابق في جامعة فرجينيا للتكنولوجيا
- أبو حسام، مخترع مرشح الزرنيخ SONO ™ والفائز بجائزة الأكاديمية العالمية للهندسة لعام 2007 في جائزة تحدي غرينغر [7]
- جورج جوسكاليان، ضابط في الجيش الأمريكي وخبير في الحرب العالمية الثانية وفيتنام وكوريا
- إس سي ميغال ، مؤلف وكاتب السيناريو
- ويل مونتغمري ، لاعب كرة قدم اتحاد كرة القدم الأميركي ؛ خريج مدرسة سنترفيل الثانوية
- داستن باجو، فنان عسكري مختلط محترف
- لوداكريس ، مغني الراب الأمريكي والممثل ؛ التحق بمدرسة سنترفيل الثانوية لمدة عام. [8]
- إدي رويال، المتلقي الواسع لشيكاغو بيرز ؛ تخرج من مدرسة ويستفيلد الثانوية
- سكوت سيكولز، لاعب كرة قدم اتحاد كرة القدم الأميركي [9]
- براندون سنايدر، لاعب في MLB اختيار الجولة الأولى في عام 2005 من قبل بالتيمور الأوريولز ؛ التحق بمدرسة ويستفيلد الثانوية [10]
- أورموند ستون ، عالم فلك، عالم رياضيات، ومعلم أسس مكتبة مقاطعة فيرفاكس العامة
- ريتشارد تايلور ، لاعب كرة قدم أمريكي محترف
- وليام جيه. تالر، فيزيائي تجريبي
- دون ارن ، لاعب كرة قدم أمريكي محترف سابق
- سيبرا ين، شخصية متزلج
- هيلون هابيلا ، أستاذ ومؤلف

## البلدات والمجتمعات القريبة وما إلى ذلك
- شانتيلي - جنوب ركوب (1 ميل شمال غرب)
- كليفتون (5 أميال جنوب شرقي)
- فير ليكس (4.5 ميل)
- ماناساس (6 أميال)

تدير مكتبة مقاطعة فيرفاكس العامة مكتبة سنترفيل الإقليمية في CDP.

## روابط خارجية
- لماذا سميت سنترفيل؟

1. ↑  مكتب تعداد الولايات المتحدة، المحرر (17 مارس 2022)، 2016–2020 American Community Survey، QID:Q111610221
2. ↑  GeoNames (بالإنجليزية), 2005, QID:Q830106
3. ↑  "American FactFinder". مكتب تعداد الولايات المتحدة. مؤرشف من الأصل في 2013-09-11. اطلع عليه بتاريخ 2008-01-31.
4. ↑  American FactFinder website at factfinder2.census.gov. Accessed 2011-09-09. نسخة محفوظة 16 مارس 2018 على موقع واي باك مشين.
5. ↑  John Stuart Alexander, and Others, Legislative Petitions, Loudoun County, October 3, 1792, Reel 111, Box 142, Folder 39, Library of Virginia. (Second petition)
6. ↑  "US Gazetteer files: 2010, 2000, and 1990". مكتب تعداد الولايات المتحدة. 12 فبراير 2011. مؤرشف من الأصل في 2021-02-24. اطلع عليه بتاريخ 2011-04-23.
7. ↑  "CHEM 321 - Quantitative Chemical Analysis". gmu.edu. مؤرشف من الأصل في 2015-09-26. اطلع عليه بتاريخ 2015-08-18.
8. ↑  "Ludacris tells Lindsay Czarniak that he attended Centreville High School for a year". Washington Post. مؤرشف من الأصل في 2015-07-25.
9. ↑  "Scott Secules". Pro-Football-Reference.com. مؤرشف من الأصل في 2007-12-02. اطلع عليه بتاريخ 2015-08-18.
10. ↑  BaseballAmerica – stats for Brandon Snyder نسخة محفوظة 6 يونيو 2011 على موقع واي باك مشين. [وصلة مكسورة]
11. ↑  "Library Branches." Fairfax County Public Library. Retrieved on October 21, 2009. نسخة محفوظة 2022-04-14 على موقع واي باك مشين.
12. ↑  "Centreville CDP, Virginia نسخة محفوظة 14 أكتوبر 2012 at Archive.is." مكتب تعداد الولايات المتحدة. Retrieved on October 21, 2009.